# Joan Malgosa Riera
Joan Malgosa Riera (mort el novembre de 2017) fou un preparador físic que va estar molts anys al FC Barcelona, i és especialment recordat durant la seva etapa al Dream Team, a les ordres de Johann Cruyff. Fou el primer recuperador específic especialitzat en la recuperació de futbolistes lesionats, sota la seva tutela a la primera plantilla blaugrana.
Malgosa va ingressar al Barça a l'octubre de 1978 com a preparador físic del futbol base blaugrana. Nou anys més tard, va ser reclamat pel primer equip per a la temporada 1987-88. Va exercir les seves funcions fins a l'any 2001. El seu gran treball el va convertir en imprescindible en el quadre tècnic, i va ser una persona molt apreciada pels jugadors. El FC Barcelona va anunciar la seva mort el 13 de novembre de 2017.